# Ken Bates
Kenneth William "Ken" Bates (ur. 4 grudnia 1931 w Londynie) – brytyjski przedsiębiorca i działacz sportowy. Obecny prezes spółki Leeds United FC Ltd oraz klubu Leeds United, wcześniej był prezesem i głównym udziałowcem Chelsea FC od 1982 do 2003 r. Znany z bezpośredniości i umiłowania konfliktów, jest jedną z najbardziej kontrowersyjnych postaci w angielskim futbolu.